# Wilsberg: Gottes Werk und Satans Kohle
Gottes Werk und Satans Kohle ist die 62. Folge der Fernsehfilmreihe Wilsberg. Der Film basiert auf der Wilsberg-Figur von Jürgen Kehrer. Die Erstausstrahlung erfolgte am 12. Januar 2019 im ZDF. Regie führte Martin Enlen, das Drehbuch schrieb David Ungureit.

## Handlung
In Wilsbergs Antiquariat erscheinen zwei Schwestern des Klosters „Liebefrau“. Dort sind 1,5 Millionen Euro Bargeld verschwunden, die die Cellerarin des Ordens, Schwester Christa, durch finanzielles Geschick an der Börse erwirtschaftet hat. Kaum hat Wilsberg sich für seine Recherchen als angeblicher Sachbuchautor im Kloster einquartiert, geschieht dort ein Mord: Jewgeni, der frömmste der drei polnischen Bauarbeiter, die ihren Auftrag, die Substanz des maroden Bauwerks zu sanieren, sehr ruhig angehen, wird mit eingeschlagenem Schädel aufgefunden.
Das ruft die Mordkommission auf den Plan. Während Overbeck sich Hals über Kopf in die junge Ordensschwester Lisa verliebt, sucht seine Chefin Anna Springer nach verwertbaren Spuren, wobei Wilsberg ihr zu Hilfe kommt – er hat bereits im Rahmen seiner Diebstahlermittlungen ein Haar am Tatort gefunden und DNA-Proben der Schwestern gesammelt. Wilsbergs Freund Ekki Talkötter vom Finanzamt Münster erkennt in der Buchführung des Klosters Christas großes finanzielles Talent und möchte privat davon profitieren, scheitert jedoch an ihrer Überzeugung, dass sie erst durch ihre Geschäfte das Böse heraufbeschworen hat. Deshalb möchte sie ihr Amt als Cellerarin niederlegen, doch das kann die Äbtissin deshalb nicht akzeptieren, weil nur mit Christas Hilfe verhindert werden kann, dass der Immobilieninvestor Hollerbach das bankrotte Kloster aufkauft und in ein Altersheim umbaut. Hollerbach schickt Alex Holtkamp, seine neue Angestellte, zu Verhandlungen ins Kloster.
Alex erfährt, dass die junge Schwester Lisa gar keine Nonne ist, sondern eine von Hollerbach eingeschleuste Informantin, und dass Hollerbach das Bauvorhaben eines Altersheimes nur vorschiebt, während er eigentlich ein sehr viel einträglicheres Luxushotel plant. Als sie Lisa aus dem Kloster abholt, die dort nicht mehr gebraucht wird, lässt Wilsberg ihre Identität auffliegen und teilt den versammelten Nonnen Hollerbachs Vorgehen mit. Lisa bestätigt das, beteuert aber ihre Unschuld an Jewgenis Tod. Alex, die davon nur teilweise wusste, stellt sich nun auf Wilsbergs Seite, während Overbeck den flüchtenden Bauarbeiter Marek nach kurzem Zweikampf festnehmen kann. Allerdings gibt er zuvor vier Warnschüsse in die Luft ab, deren Querschläger eine Kettenreaktion auslösen, die am Schluss einen Teil des Klosters einstürzen lässt.
Jewgeni hatte zufällig beobachtet, wie die Nonnen die 1,5 Millionen versteckten, als er zum Gebet in der Krypta weilte, und sah dann, wie Lisa, die von dem Geld erfahren hatte, es an sich nahm. Er überredete sie, es zunächst ihm zu geben, er gebe es dem Kloster zurück – man könne Gott nicht bestehlen. Hollerbach ordnete jedoch an, dass das Geld auf jeden Fall verschwinden musste, um den finanziellen Druck auf das Kloster aufrechtzuerhalten. Daher weihte Lisa den Bauarbeiter Marek ein und bot ihm an, das Geld Jewgeni abzunehmen und für sich zu behalten. Stillschweigend hatte sie allerdings schon eine halbe Million für sich selbst abgezweigt und Jewgeni nur eine Million übergeben. Marek überraschte Jewgeni, als dieser das Geld wieder ins Versteck legte, und erschlug ihn dabei.

## Trivia
Der Titel dieser Folge ist eine Referenz an den deutschen Titel des 1999 verfilmten Buches Gottes Werk und Teufels Beitrag von John Irving.
An den Running Gag „Bielefeld“ wird in Filmminute 58 angeknüpft, als Overbeck das Ergebnis einer DNA-Analyse präsentiert, und dabei eine kriminelle Vergangenheit von Schwester Helena aufdeckt, die früher als Prokuristin bei einer Spedition in Bielefeld Gelder veruntreut hat und ein Jahr lang inhaftiert war.
In den Dialogen dieser Folge sind die Zehn Gebote und zahlreiche weitere echte oder abgewandelte Bibelzitate eingearbeitet, auch wenn keine der Schwestern am Gespräch beteiligt ist.
Eine Szene zwischen Schwester Lisa und dem in sie verliebten Overbeck zitiert den Loriot-Sketch Die Nudel. Overbeck überreicht ihr einen Margeritenstrauß und bemerkt nicht, dass ihm ein weißes Blütenblatt an der Nasenspitze klebt, worauf es zum bekannten Dialog „Sie haben …“ – „Nein, sagen Sie jetzt nichts …“ kommt.
In einer anderen Szene zwischen den beiden wird unterstrichen, dass Overbeck in der Serie keinen Vornamen hat. Von Schwester Lisa nach seinem Vornamen gefragt antwortet er ausweichend: „Kommissar. Kommissar Overbeck.“
Die Dreharbeiten für die Klosterszenen fanden in Belgien im Kloster Val-Dieu statt.

## Rezeption

### Einschaltquote
Bei der Erstausstrahlung von Gottes Werk und Satans Kohle am 12. Januar 2019 im ZDF wurde der Film in Deutschland von insgesamt 7,34 Millionen Zuschauern gesehen und erreichte einen Marktanteil von 23,1 Prozent.

### Kritik
Tilmann P. Gangloff äußert sich bei tittelbach.tv zufrieden: „Regisseur Martin Enlen hat einige richtig gute ‚Wilsberg‘-Krimis gedreht und knüpft mit ‚Gottes Werk und Satans Kohle‘ wieder an die Qualität seiner vorletzten Episode, ‚Die Nadel im Müllhaufen‘, an. Während seine spannungsarme Folge ‚Mörderische Rendite‘ wie ein Lehrfilm zur Finanzkrise wirkte, hat die jüngste Arbeit alles zu bieten, was die Freunde der Reihe zu schätzen wissen.“
TV Spielfilm reckt den Daumen hoch und klassifiziert die Folge als „heiter dahinplätschernde Krimischnurre“: „Ein Ereignis ist eine neue ‚Wilsberg‘-Folge ja schon lange nicht mehr, die Reihe ist in einem Zustand humoristischen Grundrauschens angekommen, bei dem der Fall egal ist und unterschiedlich gelungene Dialoge alles rausreißen müssen. Skriptautor David Ungureit („Männerhort“) liefert da – gerade im Geplänkel der Nonnen unter sich – einige hübsch ironische Sentenzen, ohne dass je ernsthaft Krimispannung aufkommen würde.“